# Sadouan (Silly)
Pour les articles homonymes, voir Sadouan.
Ne doit pas être confondu avec Sadouin.
Sadouan est une commune rurale située dans le département de Silly de la province de Sissili dans la région du Centre-Ouest au Burkina Faso.